# Daseinsanalyse
Die Daseinsanalyse ist eine der Psychoanalyse nahestehende psychiatrische und psychotherapeutische Richtung, die der phänomenologischen Methode folgt und sich philosophisch vor allem an Martin Heidegger (1889–1976) orientiert, der den Menschen als „Dasein“ kennzeichnete mit dem „In-der-Welt-sein“ als eine der Grundverfassungen.
Die Daseinsanalyse wird wegen ihrer philosophischen Kritik am psychoanalytischen Naturalismus oft den humanistischen Richtungen der Psychotherapie zugeordnet. Das trifft aber nur ganz bedingt zu, weil vor allem die heutige Daseinsanalyse die grundlegenden Entdeckungen Freuds aufnimmt und existenzphilosophisch interpretiert.

## Zur Geschichte der Daseinsanalyse
Der Name „Daseinsanalyse“ (genannt auch Existenzanalyse) stammt aus der Philosophie Martin Heideggers, der in seinem 1927 erschienenen, noch an die Phänomenologie seines Lehrers Edmund Husserl angelehnten Hauptwerk Sein und Zeit den Menschen als „Dasein“ bezeichnet hat und seine Fundamentalontologie „Daseinsanalytik“ nannte. Die Daseinsanalyse als psychiatrische Therapieform bezieht sich ausschließlich auf die Abhandlung Sein und Zeit.
Die Daseinsanalyse ist in den 1940er Jahren aus der sie bereits zuvor beeinflussenden Psychoanalyse entstanden. Sie wurde von Ludwig Binswanger (1881–1966) und Medard Boss (1903–1990), die das von Husserl und Heidegger geschaffene Gerüst der Daseinsanalyse explizit um den mitmenschlichen Faktor ergänzten, begründet. Binswanger und Boss entwickelten je eine unterschiedliche Auffassung von Daseinsanalyse. Beide waren als Psychiater und Psychoanalytiker ausgebildet. Anders als C. G. Jung oder Alfred Adler kritisierten Binswanger und Boss nicht bestimmte Inhalte der psychoanalytischen Theorie, sondern ihre philosophisch-anthropologischen Grundlagen.
Die Daseinsanalyse umfasst also zwei voneinander unabhängige Richtungen: die von Binswanger begründete psychiatrische Daseinsanalyse und die von Medard Boss begründete psychotherapeutische Daseinsanalyse, die auch als „Zürcher Schule der Daseinsanalyse“ bezeichnet wird.

## Ludwig Binswanger
Binswangers Hauptanliegen galt der Psychiatrie selber. Er wollte ihren Status als bloßes Konglomerat psychiatrischer Einzeldisziplinen überwinden und die Psychiatrie als einheitliche Wissenschaft begründen. Eine einheitliche Wissenschaft aber kann die Psychiatrie nach Binswanger nur dann werden, wenn sie sich auf ein philosophisch geklärtes Menschenbild gründet. Dieses Menschenbild explizierte er in seinem theoretischen Hauptwerk Grundformen und Erkenntnis menschlichen Daseins, das 1942 erschien. Das menschliche Dasein wird dort in kritischer Anlehnung an Martin Heideggers Rede vom In-der-Welt-sein als In-der-Welt-über-die-Welt-hinaus-sein bezeichnet.
Nach 1942 entwickelte Binswanger eine eigene daseinsanalytische Methode zur Erforschung von Geisteskrankheiten. Sie basiert auf dem Begriff des Weltentwurfes. Diese Methode verbindet phänomenologische, strukturelle und hermeneutische Elemente; sie ist am reinsten in der berühmten Schizophrenie-Studie Ellen West (1944/45) angewendet. Das Revolutionäre der Methode zur Erforschung der Weltentwürfe geisteskranker Menschen liegt darin, dass sie nicht untersucht, was dem psychisch Kranken im Vergleich zum Gesunden fehlt, sondern in welcher besonderen Welt er existiert: „Es sind die Weltentwürfe, die den geisteskranken Menschen vom Gesunden unterscheiden“.
Die Daseinsanalyse Binswangers bildet bis heute eine wichtige Denkrichtung innerhalb der Psychiatrie und seine Studien zur Schizophrenie gehören zu den klassischen psychiatrischen Schriften.
Gegen Ende seines Lebens (1958–1965) kehrt Binswanger unter dem Einfluss des Freiburger Philosophen Wilhelm Szilasi wieder zur Phänomenologie Edmund Husserls (1859–1938) zurück, der ein dem „Dasein“ ähnliches Konzept der Lebenswelt entwickelt hatte. An die Stelle der hermeneutisch-strukturellen Analyse von Weltentwürfen tritt die exakte deskriptive Erfassung krankhafter Veränderungen im Aufbau der Bewusstseinsleistungen. Die beiden Werke dieser nach-daseinsanalytischen Phase sind Melancholie und Manie (1960) und Wahn (1965).
Eine Weiterentwicklung auf Grundlage der binswangerschen Daseinsanalyse liegt vor in der „Personalen Psychotherapie“ von Johanna Herzog-Dürck.

## Medard Boss
Mit Medard Boss wurde die Daseinsanalyse zu einer psychotherapeutischen Richtung. Zusammen mit seinem engsten Schüler Gion Condrau gründete er 1971 in Zürich ein Ausbildungsinstitut, das „Daseinsanalytische Institut für Psychotherapie und Psychosomatik“. Die von Boss praktizierte daseinsanalytische Psychotherapie behält die psychoanalytische Grundanordnung sowie die Grundregeln der Abstinenz, der freien Assoziation und der gleichschwebenden Aufmerksamkeit bei. Sie lehnt hingegen Freuds Auffassung der therapeutischen Beziehung als Übertragungsbeziehung ab, weil sie das Neue und Positive in der therapeutischen Beziehung verkenne. Ebenfalls zurückgewiesen wird Freuds Deutungstechnik, weil sie den Phänomenen willkürlich einen Sinn unterschiebe, der sich an den Phänomenen gar nicht ausweisen lasse.
Für Boss’ Daseinsanalyse wurde die persönliche Freundschaft und enge Zusammenarbeit mit Martin Heidegger entscheidend. 1959 bis 1969 führten Boss und Heidegger gemeinsam die Zollikoner Seminare durch. Die Daseinsanalyse von Boss ist deshalb stark von Heideggers spätem Ereignis-Denken geprägt. In seinem theoretischen Hauptwerk Grundriss der Medizin und der Psychologie (1970/75) will er in die gesamte Medizin und Psychologie ein neues Denken einführen, welches den „possessiven Subjektivismus“ der Moderne überwindet. Darunter versteht Boss im Sinne Heideggers jene in der Neuzeit herrschende Geisteshaltung, welche sowohl den gesunden wie den kranken Menschen zum bloßen Objekt technischer Verfügung reduziert.
Von vielen Publikationen von Boss sind neben dem Hauptwerk Grundriss der Medizin die beiden Bücher zur daseinsanalytischen Traumauslegung von bleibender Bedeutung. Sie bilden eine wichtige phänomenologische Alternative zu den Traumdeutungen von Sigmund Freud und von C. G. Jung. Boss gehörte zudem mit seinem Buch Einführung in die psychosomatische Medizin von 1954 zu den Pionieren der Psychosomatik.

## Neue Entwicklungen
Die Daseinsanalyse ist im deutschen Sprachraum seit 1983 vor allem von Alice Holzhey-Kunz (* 1943) weiterentwickelt worden. Ausgangspunkt für diese Weiterentwicklung ist die Aufnahme von Sigmund Freuds Entdeckung, dass psychopathologische Symptome einen unbewussten Sinn haben, der mit einer analytisch-hermeneutischen Methode aufgedeckt werden kann. Holzhey-Kunz verbindet Freuds Entdeckung mit existenzphilosophischen Erkenntnissen zur conditio humana, die sie vor allem von Kierkegaard, Heidegger und Sartre bezieht. Daraus gewinnt sie eine neue daseinsanalytisch-hermeneutische Auffassung seelischen Leidens. In Abhebung von der Psychoanalyse versteht sie seelisches Leiden nicht nur als ein „Leiden an Reminiszenzen“ (d. h. an unverarbeiteten Kindheitserfahrungen), sondern auch als ein „Leiden am eigenen Sein“ (d. h. an Grundbedingungen menschlicher Existenz). Weil Holzhey-Kunz seelisches Leiden mit einer besonderen individuellen Hellhörigkeit für das Abgründige und Unheimliche des menschlichen Existenzvollzuges in Verbindung bringt, bezeichnet sie den seelisch leidenden Menschen auch als Philosophen wider Willen.
Von Holzhey-Kunz liegen drei Bücher vor. Das erste Buch Leiden am Dasein (1994) enthält im ersten Teil eine kritische Würdigung der Theorien von Ludwig Binswanger und Medard Boss; im zweiten Teil werden Grundgedanken Freuds daseinsanalytisch aufgenommen und gedeutet; der dritte Teil enthält den Grundriss zu einer neuen daseinsanalytisch-hermeneutischen Auffassung seelischen Leidens. Das zweite Buch Das Subjekt in der Kur (2002) beginnt mit einer scharfen Kritik am heutigen Trend, im Namen eines falsch verstandenen Wissenschaftsideals das Subjekt aus der Psychotherapie zu eliminieren. Die Autorin weist nach, dass Freud, anders als Binswanger und Boss, sogar seelisches Leiden mit geheimen Absichten des leidenden Subjekts verknüpft hat. Sie will für die Daseinsanalyse einen radikalen und zugleich schwachen Subjektsbegriff zurückgewinnen, der es erlaubt, auch Freuds Unbewusstes mitzudenken. Dabei erhält erstmals die Philosophie Sartres neben jener Heideggers eine wichtige Rolle. Das dritte Buch Daseinsanalyse (2008) führt systematisch in das hermeneutisch-daseinsanalytische Denken ein und vermittelt zugleich einen lehrbuchartigen Überblick über die daseinsanalytisch-hermeneutische Sicht auf Grundthemen der Psychologie, Psychopathologie und Psychotherapie. 2014 ist dieses Buch korrigiert und um einen neuen vierten Teil erweitert neu aufgelegt worden. Dort werden die Konsequenzen aus dem neuen Verständnis seelischen Leidens gezogen und die wichtigsten Elemente einer existenzphilosophisch fundierten psychoanalytischen Psychotherapie vorgestellt.
Die Zürcher Daseinsanalytikerin Uta Jaenicke hat neu in Abhebung von Boss’ Traumtheorie eine hermeneutisch-daseinsanalytische Traumauslegung entwickelt, die von Heideggers Analyse der Stimmungen ausgeht und den Traum als eine ins Bild gesetzte Auseinandersetzung mit dem eigenen Sein deutet.

## Verbreitung der Daseinsanalyse
Ludwig Binswanger wollte keine Schule begründen, sein Denken hat jedoch die Psychiatrie und darüber hinaus auch die Geisteswissenschaften und die philosophische Anthropologie stark beeinflusst. Autoren aus dem Feld der Psychiatrie, die Binswangers daseinsanalytischen Denkansatz aufgenommen und weiter entwickelt haben, sind: Wolfgang Blankenburg, Alfred Kraus, Roland Kuhn, Hubertus Tellenbach.
Das Binswanger-Archiv ist heute Teil des Tübinger Universitätsarchivs. Es wurde von Georg Fichtner in den 1980er Jahren eingerichtet. Unter der Leitung von Albrecht Hirschmüller ist heute die wissenschaftliche Erschließung und Auswertung von Binswangers Werk im Gange.
Die von Medard Boss begründete psychotherapeutische Daseinsanalyse wird heute durch verschiedene nationale Gesellschaften (Schweiz, Österreich, Ungarn, Griechenland, Frankreich, England) vertreten. Diese Gesellschaften bieten zum Teil auch Ausbildungen in daseinsanalytischer Psychotherapie an.
Diese Gesellschaften sind in der International Federation of Daseinsanalysis IFDA zusammengeschlossen, welche in zweijährigen Abständen internationale Kongresse organisiert. Sie gibt auch das Jahrbuch „Daseinsanalyse“ heraus.

## Wirksamkeitsnachweis
In der bislang umfassendsten wissenschaftlichen Wirksamkeitsstudie im Hinblick auf die nachweisbaren Effekte von Psychotherapie wird die Daseinsanalyse unter jene Therapieformen eingeordnet, „die bisher quantitativ und qualitativ  völlig unzureichend geprüft wurden und/oder bei denen das Ergebnis dieser Prüfung alles andere als überzeugend ausfiel.“